# Winwick (Northamptonshire)
Pour les articles homonymes, voir Winwick.
Winwick est une paroisse civile et un village du Northamptonshire, en Angleterre.